# جنگل ملی بریجر–تیتان
جنگل ملی بریجر-تیتان (به انگلیسی: Bridger-Teton National Forest) یک جنگل ملی در آمریکا است و در ایالت وایومینگ گسترده‌است.
مساحت این جنگل ۱۳۷۷۰ کیلومتر مربع است که تقریباً برابر مساحت استان گیلان است.

## نگارخانه

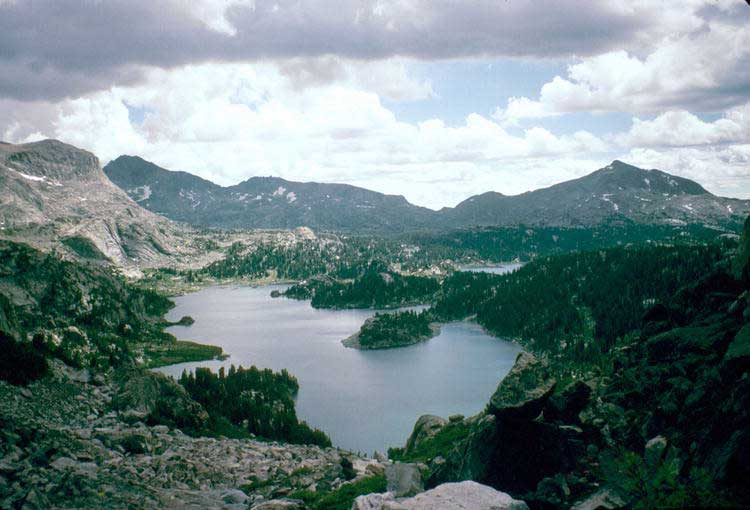
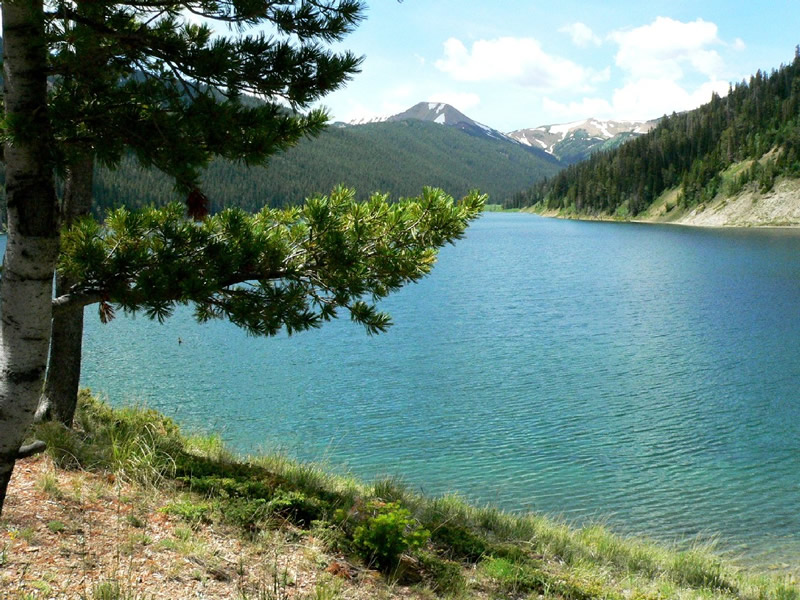
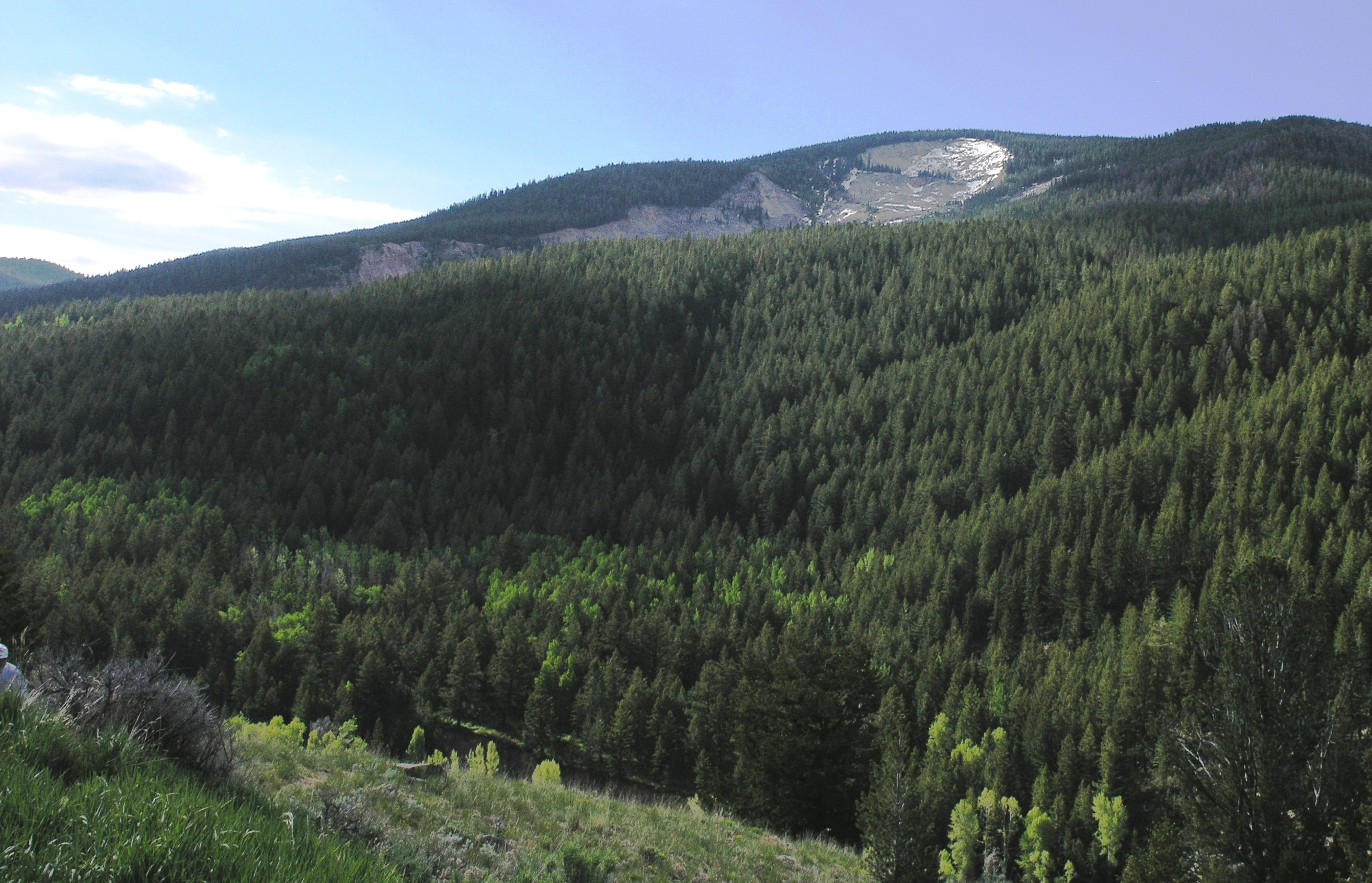
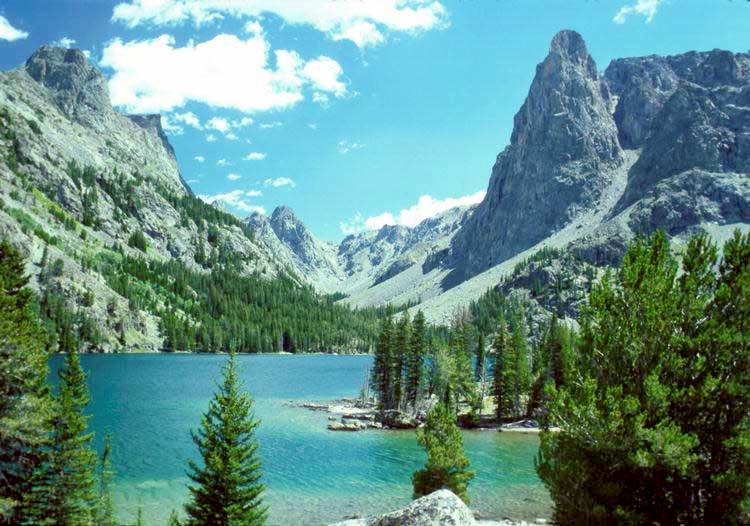